# Michail Kovaljov
Michail Prokofjevitsj Kovaljov (Russisch: Михаил Прокофьевич Ковалёв) (District Brjoekchovetski, 7 juli 1897 - Leningrad, 31 augustus 1967) was een Russische officier en kolonel-generaal in het Rode Leger tijdens de Tweede Wereldoorlog.

## Leven
Michail Kovaljov werd geboren in een gezin van Stanitsa in de oblast Koeban. In 1915 ging hij in dienst van het het Keizerlijk Russisch leger. Vanaf 1937 was Kovaljov commandant van het militair district Kiev en vanaf 1938 van het militair district Wit-Rusland. Hij was commandant van het Wit-Russische front tijdens de Sovjetaanval op Polen in september 1939. Kovaljov was ook commandant van het 15e Leger (15-я армия), en leidde de Sovjets naar de overwinning. Hij was ook een van de commandanten tijdens de Winteroorlog. Kovaljov was commandant van het militair district Charkiv, waarna hij als inspecteur van de infanterie voor de bevelhebber van het Rode Leger tijdens het Transbaikalfront in 1941 werkte.
In juli 1945 werd Kovaljov vicecommandant van het Transbaikalfront en nam deel aan militaire gevechten tegen Japan. Vanaf 1949 was hij vicecommandant van het  militair district Leningrad. In 1955 ging Kovaljov met pensioen en overleed in 1967 in Leningrad aan longkanker.

## Militaire carrière
- Vaandrig (Praporshchik): 1915
- Tweede luitenant (Podporuchik):
- Eerste luitenant (Старшйи лейтенант):
- Kapitein (Капитан):
- Majoor (Майор):
- Luitenant-kolonel (Подполковник):
- Kolonel (Полковник):
- Generaal-majoor (Kombrig): 9 januari 1938[1]
- Generaal-majoor (Kombrig 2 ranga): 1939[1]
- Luitenant-generaal (Komdiv): 4 juni 1940[1]
- Kolonel-generaal (Генерал-полковник): 5 juli 1943[1]

## Onderscheidingen
- Leninorde (2)
- Orde van de Rode Banier (4)
- Orde van Soevorov, 1e Klasse
- Orde van de Rode Ster
- Orde van de Rode Vlag van de Arbeid